# American Bang
American Bang es una banda de rock estadounidense de Nashville, Tennessee. El grupo fue fundado por dos antiguos miembros de la Llama y uno de los The Kicks, junto con un cuarto miembro, en 2005. Inicialmente el grupo se formó bajo el nombre de Bang Bang Bang y se auto lanzó un álbum bajo este nombre en 2005, pero después de firmar con Warner Bros Records. En 2006, cambiaron su nombre a American Bang después de descubrir otra banda del mismo nombre la cual ya tenía existencia. Su canción "Wild and Young" ahora se ofrece en el programa de la World Wrestling Entertainment, llamado NXT y es usada como tema principal.

## Miembros
- Ben Brown - guitarra
- Neil Mason - batería
- Jaren Johnston - vocalista y guitarra
- Kelby Ray - bajo y coro

## Discografía
- I Shot the King (2005)
- Move to the Music EP (2007)
- American Bang (2010)

### Sencillos
| Año  | Sencillo         | Posiciones | Posiciones | Posiciones | Álbum         |
| Año  | Sencillo         | US Alt.    | US Main.   | US Rock    | Álbum         |
| ---- | ---------------- | ---------- | ---------- | ---------- | ------------- |
| 2010 | "Wild and Young" | 24         | 20         | 26         | American Bang |
| 2010 | "Whiskey Walk"   | —          | 32         | —          | American Bang |